# Trichomycterus bahianus
Trichomycterus bahianus är en fiskart som beskrevs av Costa 1992. Trichomycterus bahianus ingår i släktet Trichomycterus och familjen Trichomycteridae. Inga underarter finns listade i Catalogue of Life.